# ميخائيل فيندلاي
ميخائيل فيندلاي (بالإنجليزية: Michael Findlay)‏ هو منتج أفلام وكاتب سيناريو ومخرج أمريكي، ولد في 1938 في الولايات المتحدة، وتوفي في 16 مايو 1977 في نيويورك في الولايات المتحدة.

## وصلات خارجية
- ميخائيل فيندلاي على موقع IMDb (الإنجليزية)
- ميخائيل فيندلاي على موقع ألو سيني (الفرنسية)
- ميخائيل فيندلاي على موقع قاعدة بيانات الفيلم (الإنجليزية)
- ميخائيل فيندلاي على موقع كينوبويسك (الروسية)